# 유승찬
유승찬은 대한민국의 SNS 전문 컨설턴트이자 빅 데이터 분석 전문가이다.
경희대학교 국문과를 졸업하였고 이후 <내일신문>, <TV저널>, <디지틀 조선>, <스크린>, <씨노>등에서 기자로 일한 뒤 대중문화평론가로 활동하였다. 그러다가 2012년 총선에서 민주당의 SNS '미시청취팀'을 이끈 것을 계기로 안철수의 '진심캠프'에서 소셜미디어 팀장을 지냈다. 디지털 커뮤니케이션 회사 '스토리닷'의 대표로서 활동하고 있다.
빅 데이터 분석을 통해 정치나 사회 상황에 대해 방송에 출연하여 평론을 하거나 평론하는 글을 언론에 기고하거나 강의를 하기도 하였다.

## 저서

### 공저
- 《바꿔야 이긴다》. 로도스. 2013년. ISBN 9788996812784